# Diocesi di Bulgarofigo
La diocesi di Bulgarofigo (in latino: Dioecesis Bulgarophygensis) è una sede soppressa del patriarcato di Costantinopoli e sede titolare della Chiesa cattolica.

## Storia
Bulgarofigo, identificata con Babaeski in Turchia, è un'antica sede vescovile della provincia romana dell'Emimonto nella diocesi civile di Tracia. Faceva parte del patriarcato di Costantinopoli ed era suffraganea dell'arcidiocesi di Adrianopoli.
La diocesi è documentata nelle Notitiae Episcopatuum del patriarcato dal IX al XII secolo. Sono solo due i vescovi conosciuti di questa sede: al secondo concilio di Nicea nel 787 prese parte il vescovo Teodoro, mentre Costantino partecipò al concilio di Costantinopoli dell'879-880 che riabilitò il patriarca Fozio di Costantinopoli. La diocesi probabilmente scomparve con la conquista ottomana della regione.
Dal 1933 Bulgarofigo è annoverata tra le sedi vescovili titolari della Chiesa cattolica; il titolo finora non è stato assegnato.

## Cronotassi dei vescovi greci
- Teodoro † (menzionato nel 787)
- Costantino † (menzionato nell'879/80)